# Loch Benachally
Loch Benachally är en sjö i Storbritannien.   Den ligger i kommunen Perth and Kinross och riksdelen Skottland, i den norra delen av landet, 600 km norr om huvudstaden London. Loch Benachally ligger 330 meter över havet. Omgivningarna runt Loch Benachally är en mosaik av jordbruksmark och naturlig växtlighet.